# Карін Лальє
Карін Лальє (народилася 4 травня 1964) — бельгійський політик із Соціалістичної партії (PS), яка обіймала посаду міністра пенсій, соціальної інтеграції, боротьби з бідністю та інвалідів в уряді прем'єр-міністра Александра Де Кроо з 2020 року.